# Henri-Michel Comet
Pour les articles homonymes, voir Comet.
Henri-Michel Comet, né le 2 février 1957 à Sidi Abdallah (Tunisie),, est un haut fonctionnaire français.

## Biographie
Henri-Michel Comet est un ancien élève de l'Institut d'études politiques de Paris et de l'École nationale d’administration dont il est sorti diplômé en 1980.
Il est successivement conseiller auprès du Premier ministre Dominique de Villepin pour les affaires intérieures, puis secrétaire général au ministère de l'Intérieur sous la direction de Brice Hortefeux.
Entre deux postes auprès de Michèle Alliot-Marie, ministre de l'Intérieur, de l'Outre-mer et des Collectivités territoriales, en 2007 en 2009, il est préfet de la région Picardie, préfet de la Somme de 2007 à 2009.
Il est nommé préfet de la région Midi-Pyrénées et de la Haute-Garonne en mai 2011 avant de devenir préfet de région des Pays de la Loire et préfet de la Loire-Atlantique en mai 2014 . Il est nommé préfet de la région Auvergne-Rhône-Alpes et du Rhône en février 2017 et prend ses fonctions le 6 mars suivant.

### Attaque par arme blanche à la gare Saint-Charles de Marseille
À la suite de l'attaque par arme blanche perpétrée le 1er octobre 2017 à la gare de Marseille-Saint-Charles, le ministre de l'Intérieur, Gérard Collomb, annonce en Conseil des ministres le 11 octobre le limogeage d'Henri-Michel Comet, dont les équipes de la préfecture du Rhône n'ont pas dirigé Ahmed Hachani, futur auteur des assassinats, vers un centre de rétention.

## Reconversion
En février 2018, il est nommé directeur général adjoint et membre du comité exécutif de Aéroports de Paris avec prise de fonction effective au 12 mars 2018. En 2021, il est nommé administrateur de la fondation Belem, comme représentant le ministère de l'intérieur.

## Décorations
- Commandeur de l'ordre national du Mérite
- Médaille de l'administration territoriale de l'État, échelon or avec agrafe « Administration centrale » (2025)[10]